# Aeroportul Placeres
Aeroportul Placeres (IATA: BUV, ICAO: SUBU) este un aeroport din Departamentul Artigas, Uruguay ce deservește zona Bella Unión⁠(d).
Situat la o altitudine de 21 m, aeroportul dispune de o singură pistă.